# Роалес
Роалес (ісп. Roales) — муніципалітет в Іспанії, у складі автономної спільноти Кастилія-і-Леон, у провінції Самора. Населення — 787 осіб (2010).
Муніципалітет розташований на відстані близько 210 км на північний захід від Мадрида, 5 км на північ від Самори.

## Демографія
Динаміка населення (INE ):